# Wieszczyna
Wieszczyna [pronunciación en polaco: /vjɛʂˈt͡ʂɨna/] (en alemán: Neudeck) es un pueblo ubicado en el distrito administrativo de Gmina Prudnik, dentro del Condado de Prudnik, Voivodato de Opole, en el sur de Polonia occidental, cercano a la frontera checa. Se encuentra aproximadamente a 7 kilómetros al suroeste de Prudnik y a 53 kilómetros al suroeste de la capital regional Opole.
Antes de 1945, el área fue parte de Alemania.